# حسینیه آمل
حسینیه آمل مربوط به دوره قاجار است و در آمل، محله پشت بازار، کوچه حسینیه، پ ۱۶ واقع شده و این اثر در تاریخ ۱۰ مهر ۱۳۸۰ با شمارهٔ ثبت ۴۱۷۱ به‌عنوان یکی از آثار ملی ایران به ثبت رسیده است.